# Eurema halmaherana
Eurema halmaherana är en fjärilsart som beskrevs av Shirôzu och Osamu Yata 1981. Eurema halmaherana ingår i släktet Eurema och familjen vitfjärilar. Inga underarter finns listade i Catalogue of Life.